# Viksjö distrikt, Ångermanland
Viksjö distrikt är ett distrikt i Härnösands kommun och Västernorrlands län. Distriktet ligger omkring Viksjö i södra Ångermanland. 

## Tidigare administrativ tillhörighet
Distriktet inrättades 2016 och utgörs av en del av området som Härnösands stad omfattade till 1971, delen som före 1969 utgjorde Viksjö socken.
Området motsvarar den omfattning Viksjö församling hade 1999/2000.

## Tätorter och småorter
I Viksjö distrikt finns en småort men inga tätorter. 

### Småorter
- Viksjö